# Tour Part-Dieu
Tour Part-Dieu (fostul Tour du Crédit Lyonnais) este un zgârie-nori cu 42 de etaje din Lyon, Franța, finalizat în 1977. Clădirea înaltă de 165 de metri găzduiește birouri și un hotel aparținând lanțului Radisson. Clădirea este cea mai înaltă din Lyon și este cunoscută în mod popular sub numele de creion (franceză: crayon). Part-Dieu este o zonă din arondismentul 3 din Lyon, cu de ex. o gară și unul dintre cele mai mari magazine universale din Europa.